# لوزنيتسا
لوزنيتسا (بالسيريلية الصربية: Лозница) هي مدينة تقع ضمن مقاطعة ماتشفا في غرب صربيا، على الضفة اليمنى لنهر درينا. بلغ عدد سكان المدينة 19,515 نسمة وفقًا لإحصاء عام 2022، بينما بلغ عدد سكان المنطقة الإدارية 72,062 نسمة.
اسمها مشتق من كلمة "لوزا" (الكلمة الصربية التي تعني النبات المتسلق ). في الأصل كان اسمها لوزيتسا ( كلمة صربية تعني نبتة متسلقة صغيرة )، ولكنها أصبحت فيما بعد لوزنيتسا .

## التاريخ

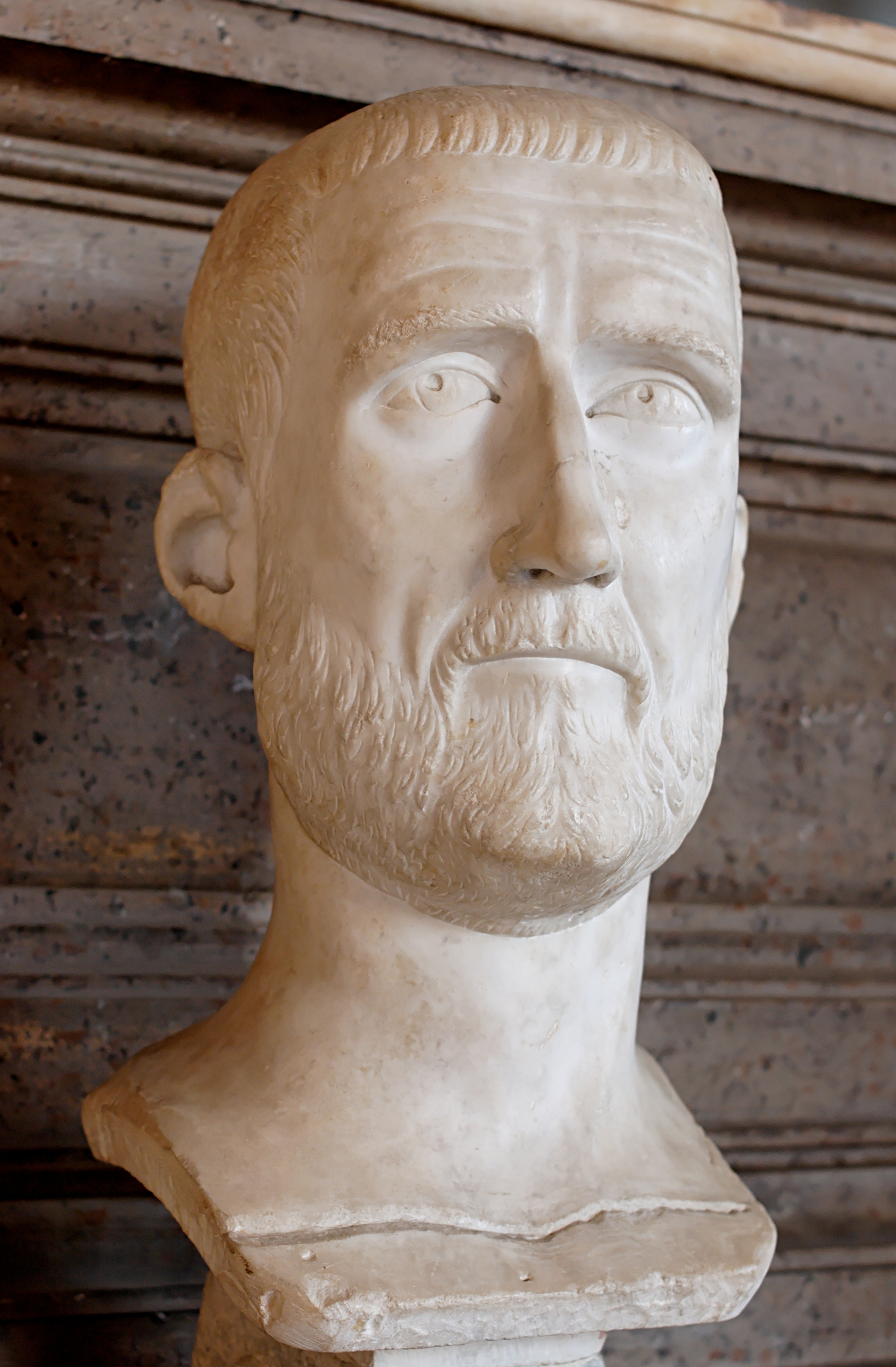
ماركوس أوريليوس بروبوس

ترجع أقدم المستوطنات في منطقتي يادار ولوزنيتسا إلى العصر الحجري الحديث، حين ازدهرت ثقافة ستارتشيفو بين عامي 4500 و3000 قبل الميلاد. وقد سكنت القبائل الإيليرية والقلطية هذه المنطقة قبل الغزو الروماني سنة 75 قبل الميلاد. أدى الغزو الروماني لشبه جزيرة البلقان إلى تغييرات كبيرة، حيث أُلحقت المنطقة بمقاطعة دالماسيا الرومانية.
كانت المستوطنة الأكثر أهمية في يادار هي جينزيس ، التي تقع بالقرب من ليشنيتسا ، في حين كانت المستوطنة الرومانية في لوزنيتسا الحالية تسمى آد درينوم . حسب أسطورة محلية فإن لوزنيتسا سميت بهذا الاسم نسبة إلى كروم العنب التي كانت تزرع في هذه المنطقة، بدءًا من القرن الثالث قبل الميلاد في عهد الإمبراطور الروماني بروبوس . يعود أول ذكر للمدينة باسم لوزنيتسا إلى عهد الملك الصربي ستيفان ميلوتين ، عندما أسست كاثرين، زوجة شقيقه دراغوتين، دير ترونوشا القريب من المدينة (1317م). لم تحظ لوزنيتسا باهتمام كبير على مدى المائتي عام التالية إلا أن بعد حلول عام 1533، تم افتكاكها من الديسبوتية الصربية (الإمارة الصربية) من قبل الإمبراطورية العثمانية ، ثم سكنها المسلمون ؛ وفقًا لسجل الضرائب، من بين 37 منزلاً، كان هناك 26 منزلاً مسلمًا و11 منزلاً مسيحيًا.
في سنة 1600، أصبحت لوزنيتسا رسميًا مستوطنة إسلامية ( بوسنية ) تضم 55 منزلًا. في هذه الفترة كانت لوزنيتسا ويادار جزءًا من منطقة زفورنيك التي كانت هي نفسها تحت حكم الباشا في البوسنة . وفي سعيهم نحو التحرر من الحكم العثماني، شارك سكان لوزنيتسا بشكل نشط في النضال المشترك للشعب الصربي، بدءًا من الانتفاضة الصربية الأولى عام 1804. كانت الانتفاضة مهمة للغاية لأن العثمانيين لم يتخلوا بسهولة عن الجزء الحدودي من أراضيهم الذي كانوا يستطيعون من خلاله جمع الضرائب، تزويد جيوشهم بالإمدادات وكذلك اختراق الجزء الأوسط من صربيا المتمردة.
على امتداد فترة الانتفاضة الأولى بأكملها (1804-1813)، حصلت معارك عديدة وعنيفة ضد العثمانيين في لوزنيتسا والمناطق المجاورة لها. في عام 1813 تمكن الصرب من طرد العثمانيين عبر نهر درينا ، وفي ذلك الوقت أعاد العثمانيون احتلال لوزنيتسا. في نوفمبر 1833، أصبحت لوزنيتسا ويادار رسميًا جزءًا من إمارة صربيا ، أثناء حكم ميلوش أوبرينوفيتش ، عندما تنازل السلطان محمود الثاني عن ست مناطق استولى عليها لصالح صربيا. وقد أدى ذلك إلى إلغاء الملكية العثمانية للأرض، وإعلانها أرض فلاحية حرة ، مما يعني إلغاء النظام الإقطاعي .
أصبحت يادار جزءًا من منطقة بودرينيي ، في حين أصبحت لوزنيتسا مقر المنطقة، وظلت في هذا الدور حتى نهاية القرن التاسع عشر، عندما تم نقل العاصمة إلى شاباتس . خلال ثلاثينيات القرن التاسع عشر، كان في لوزنيتسا 295 منزلاً يقطنها 1203 شخصًا وأصبحت مركز القوة الإدارية والسياسية في بودرينيي. بدأ نظام التعليم بالتطور وتم إنشاء مستشفى سنة 1882 من ثم شيدت عدة مباني صناعية، و كذلك بدأت الحرف والتجارة والخدمات المصرفية بالتطور. انطلق بناء خط السكة الحديدية بين شاباتس ولوزنيتسا وبانيا كوفيلياتشا في بداية القرن العشرين. ولكن أدت حرب البلقان الأولى والحرب العالمية الأولى إلى توقف التنمية الاقتصادية وتقليص عدد السكان في لوزنيتسا والمناطق المجاورة بشكل كبير.
بعد انتهاء الحرب العالمية الأولى، ظلت لوزنيتسا مركزًا إقليميًا يبلغ عدد سكانه حوالي 5000 شخص. كانت هناك فترة قصيرة من إعادة الإعمار والتنمية الاقتصادية، من ثم تلتها فترة الكساد الكبير ، الذي سبب انخفاضًا في أسعار المنتجات الزراعية. بحلول منتصف ثلاثينيات القرن العشرين، تم إنشاء متاجر الحرف والتجارة، وهو ما شكل بداية تعافي الاقتصاد. وفي وقت لاحق، استحوذ الصناع الألمان على مناجم الأنتيمون ، مما أنعش الاقتصاد بشكل أكبر. لكن هذا النمو انقطع مع بداية الحرب العالمية الثانية . أصبحت لوزنيتسا أول مدينة في أوروبا يتم تحريرها من الاحتلال الألماني عندما دخلت وحدات تشيتنيك في 31 أغسطس 1941. 
في يناير/كانون الثاني من سنة 2008، حصلت لوزنيتسا على صفة مدينة، وفقاً للقانون الصربي.

## الجغرافيا والمناخ
تقع المدينة في غرب صربيا ، في مقاطعة ماتشفا بمنطقة شوماديا و صربيا الغربية، بالقرب من الحدود مع البوسنة والهرسك . تطل على نهر شتيرا ، بالقرب من التقاءه مع نهر درينا .

### المناخ
تتمتع لوزنيتسا بمناخ شبه مداري رطب مع شتاء بارد، غالبًا ما يكون باردًا جدًا بسبب الرياح الجبلية القادمة من الجبال القريبة، وصيف دافئ إلى حار. عندما يبدأ الهواء الساخن القادم من البحر الأدرياتيكي بالتوجه إلى الداخل، فإنه يرتفع إلى الشمال الشرقي فوق الحواجز الجبلية ( زلاتار وزلاتيبور )، ويكتسب تأثيرًا نفاثًا ويستمر بسرعة إلى الأجزاء الغربية من صربيا .
| البيانات المناخية لـلوزنيتسا (1991–2020, الدرجات القصوى 1961–2020) | البيانات المناخية لـلوزنيتسا (1991–2020, الدرجات القصوى 1961–2020) | البيانات المناخية لـلوزنيتسا (1991–2020, الدرجات القصوى 1961–2020) | البيانات المناخية لـلوزنيتسا (1991–2020, الدرجات القصوى 1961–2020) | البيانات المناخية لـلوزنيتسا (1991–2020, الدرجات القصوى 1961–2020) | البيانات المناخية لـلوزنيتسا (1991–2020, الدرجات القصوى 1961–2020) | البيانات المناخية لـلوزنيتسا (1991–2020, الدرجات القصوى 1961–2020) | البيانات المناخية لـلوزنيتسا (1991–2020, الدرجات القصوى 1961–2020) | البيانات المناخية لـلوزنيتسا (1991–2020, الدرجات القصوى 1961–2020) | البيانات المناخية لـلوزنيتسا (1991–2020, الدرجات القصوى 1961–2020) | البيانات المناخية لـلوزنيتسا (1991–2020, الدرجات القصوى 1961–2020) | البيانات المناخية لـلوزنيتسا (1991–2020, الدرجات القصوى 1961–2020) | البيانات المناخية لـلوزنيتسا (1991–2020, الدرجات القصوى 1961–2020) | البيانات المناخية لـلوزنيتسا (1991–2020, الدرجات القصوى 1961–2020) |
| الشهر                                                              | يناير                                                              | فبراير                                                             | مارس                                                               | أبريل                                                              | مايو                                                               | يونيو                                                              | يوليو                                                              | أغسطس                                                              | سبتمبر                                                             | أكتوبر                                                             | نوفمبر                                                             | ديسمبر                                                             | المعدل السنوي                                                      |
| ------------------------------------------------------------------ | ------------------------------------------------------------------ | ------------------------------------------------------------------ | ------------------------------------------------------------------ | ------------------------------------------------------------------ | ------------------------------------------------------------------ | ------------------------------------------------------------------ | ------------------------------------------------------------------ | ------------------------------------------------------------------ | ------------------------------------------------------------------ | ------------------------------------------------------------------ | ------------------------------------------------------------------ | ------------------------------------------------------------------ | ------------------------------------------------------------------ |
| الدرجة القصوى °م (°ف)                                              | 21.6 (70.9)                                                        | 25.6 (78.1)                                                        | 30.2 (86.4)                                                        | 32.0 (89.6)                                                        | 36.0 (96.8)                                                        | 37.3 (99.1)                                                        | 42.3 (108.1)                                                       | 41.0 (105.8)                                                       | 39.0 (102.2)                                                       | 31.7 (89.1)                                                        | 29.1 (84.4)                                                        | 26.4 (79.5)                                                        | 42.3 (108.1)                                                       |
| متوسط درجة الحرارة الكبرى °م (°ف)                                  | 5.7 (42.3)                                                         | 8.4 (47.1)                                                         | 13.4 (56.1)                                                        | 18.6 (65.5)                                                        | 23.2 (73.8)                                                        | 26.8 (80.2)                                                        | 28.8 (83.8)                                                        | 29.2 (84.6)                                                        | 24.0 (75.2)                                                        | 18.9 (66.0)                                                        | 12.6 (54.7)                                                        | 6.5 (43.7)                                                         | 18.0 (64.4)                                                        |
| المتوسط اليومي °م (°ف)                                             | 1.4 (34.5)                                                         | 3.2 (37.8)                                                         | 7.5 (45.5)                                                         | 12.4 (54.3)                                                        | 17.1 (62.8)                                                        | 20.9 (69.6)                                                        | 22.5 (72.5)                                                        | 22.2 (72.0)                                                        | 17.2 (63.0)                                                        | 12.3 (54.1)                                                        | 7.3 (45.1)                                                         | 2.5 (36.5)                                                         | 12.2 (54.0)                                                        |
| متوسط درجة الحرارة الصغرى °م (°ف)                                  | −1.8 (28.8)                                                        | −0.8 (30.6)                                                        | 2.6 (36.7)                                                         | 6.8 (44.2)                                                         | 11.4 (52.5)                                                        | 15.2 (59.4)                                                        | 16.5 (61.7)                                                        | 16.4 (61.5)                                                        | 12.1 (53.8)                                                        | 7.7 (45.9)                                                         | 3.6 (38.5)                                                         | −0.6 (30.9)                                                        | 7.4 (45.3)                                                         |
| أدنى درجة حرارة °م (°ف)                                            | −25.4 (−13.7)                                                      | −20.6 (−5.1)                                                       | −15.5 (4.1)                                                        | −5.4 (22.3)                                                        | −0.7 (30.7)                                                        | 4.1 (39.4)                                                         | 7.7 (45.9)                                                         | 5.0 (41.0)                                                         | −0.1 (31.8)                                                        | −4.6 (23.7)                                                        | −13.4 (7.9)                                                        | −17.6 (0.3)                                                        | −25.4 (−13.7)                                                      |
| الهطول مم (إنش)                                                    | 63.0 (2.48)                                                        | 54.5 (2.15)                                                        | 65.0 (2.56)                                                        | 63.4 (2.50)                                                        | 90.9 (3.58)                                                        | 107.2 (4.22)                                                       | 80.4 (3.17)                                                        | 69.9 (2.75)                                                        | 71.2 (2.80)                                                        | 74.1 (2.92)                                                        | 68.8 (2.71)                                                        | 71.7 (2.82)                                                        | 880.1 (34.65)                                                      |
| متوسط أيام هطول الأمطار (≥ 0.1 mm)                                 | 14.1                                                               | 12.8                                                               | 12.2                                                               | 12.8                                                               | 14.0                                                               | 13.2                                                               | 10.9                                                               | 8.6                                                                | 10.8                                                               | 11.0                                                               | 12.2                                                               | 13.8                                                               | 146.4                                                              |
| متوسط الأيام المثلجة                                               | 7.7                                                                | 6.6                                                                | 3.7                                                                | 0.7                                                                | 0.0                                                                | 0.0                                                                | 0.0                                                                | 0.0                                                                | 0.0                                                                | 0.1                                                                | 2.5                                                                | 5.8                                                                | 27.1                                                               |
| متوسط الرطوبة النسبية (%)                                          | 82.9                                                               | 77.1                                                               | 69.7                                                               | 67.8                                                               | 69.3                                                               | 69.7                                                               | 68.1                                                               | 69.0                                                               | 74.5                                                               | 79.2                                                               | 81.6                                                               | 83.5                                                               | 74.4                                                               |
| ساعات سطوع الشمس الشهرية                                           | 65.0                                                               | 90.8                                                               | 148.3                                                              | 184.8                                                              | 227.4                                                              | 254.3                                                              | 295.9                                                              | 283.0                                                              | 194.7                                                              | 147.7                                                              | 84.8                                                               | 54.4                                                               | 2٬031٫1                                                            |
| المصدر: الهيئة الجمهورية للأرصاد الجوية والهيدرولوجيا في صربيا     |                                                                    |                                                                    |                                                                    |                                                                    |                                                                    |                                                                    |                                                                    |                                                                    |                                                                    |                                                                    |                                                                    |                                                                    |                                                                    |

## التركيبة السكانية
وفقًا لتعداد عام 2011، شملت المجموعات العرقية في مدينة لوزنيتسا أغلبية من الصرب (77.685)، وأعداد أقل من الغجر (761)، والمسلمين العرقيين (660)، واليوغوسلاف (74)، والجبل الأسود (58) وغيرهم.

## المستوطنات
بانيا كوڤيلياتشا
باشچلوشي
براديتش
بريزياك
برنياك
ڤيليكو سيلو
فوشنياك
غورنيا بادانيا
غورنيا بورينا
غورنيا كوڤيلياتشا
غورنيا شيبوليا
غورنيي نيدييليتسي
غورني دوبريتش
غرنتشارا
دونيا بادانيا
دونيا شيبوليا
دونيي نيدييليتسي
دونيي دوبريتش
دراجيناتس
زاياچا
يادرانسكا ليشنيتسا
ياريبيتسه
يلياف
يوشيفا
يوغوفيتشي
كامينيكا
كلوبتسي
كوزياك
كورنيتا
كرايشنيسي
ليشنيتسا
ليبنيتسا
ليبنيتشكي شور
لوزنيتشكو پوليه
ميلينا
ميرايا
نوڤو سيلو
باسكوڤاتس
بلوچا
پومياتشا
ريباريتسي
رونياتي
سيمينو بردو
سلاتينا
سترازا
ستوبنيتسا
تيكريش
تربوسيليي
تربوشنيتسا
ترشيتش
فيليپوڤيتشي
تسيكوتي
تشوكشينا

## المجتمع والثقافة

### الثقافة

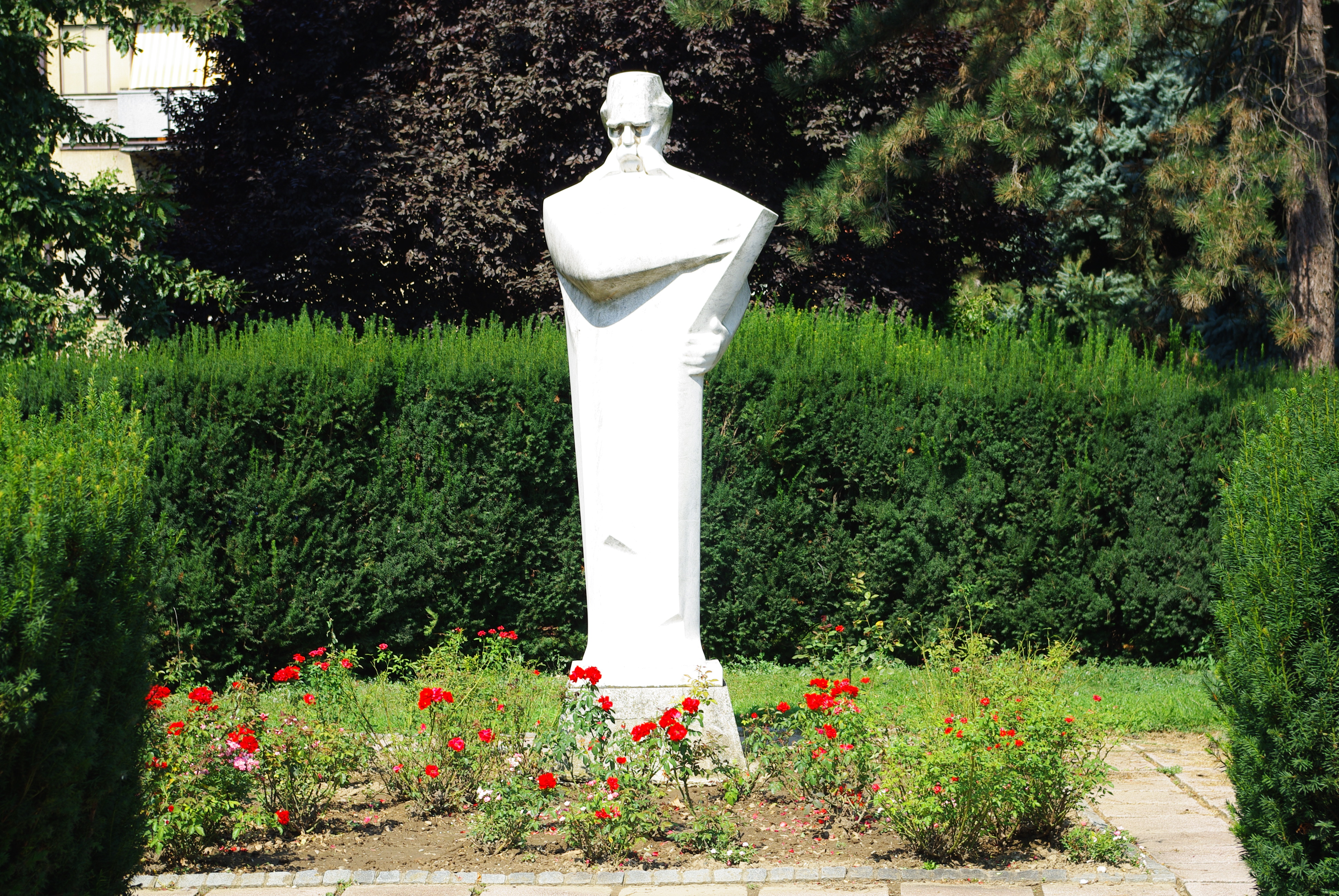
تمثال فوك ستيفانوفيتش كاراديتش

من بين التراث الثقافي كنيسة السيدة العذراء التي تقع في المدينة، ودير تشوكيشينا (القرن الرابع عشر)، ودير ترونوشا (القرن الثالث عشر) ، والمعالم الأثرية المتواجدة على جبل غوتشيفو، في مستوطنة تيكيريش، وفي مستوطنة دراغيناتس، بالإضافة إلى قرية ترشيتش العرقية.
واحدة من القصائد الملحمية الصربية هي قصيدة معركة لوزنيتسا التي تقود فيها الشخصية الرئيسية آنتا بوغيتشيفيتش القوات الصربية خلال الانتفاضة الصربية الأولى . يعد حدث "فوكوف سابور" الثقافي (مجلس فوك)، والذي يعود تاريخه إلى عام 1933، الحدث الأكثر أهمية محليا.  يقام هذا المهرجان سنويا في شهر سبتمبر بمستوطنة ترشيتش ، تخليدا لذكرى فوك ستيفانوفيتش كاراديتش الذي ولد في القرية، ويظل الحدث الثقافي الأقدم والأكبر في صربيا، نظرا لأهميته وحجم الزوار المتزايد (20-30 ألف زائر).
هناك متحف مخصص للفنانين البارزين ميتشا بوبوفيتش ، الذي ولد في لوزنيتسا، وفيرا بوجيتشكوفيتش-بوبوفيتش في وسط المدينة. و يوجد أيضا متحف يادار المخصص للتاريخ المحلي و الذي يغطي فترة ممتدة من عصور ما قبل التاريخ حتى عام 1950. 

### رياضة

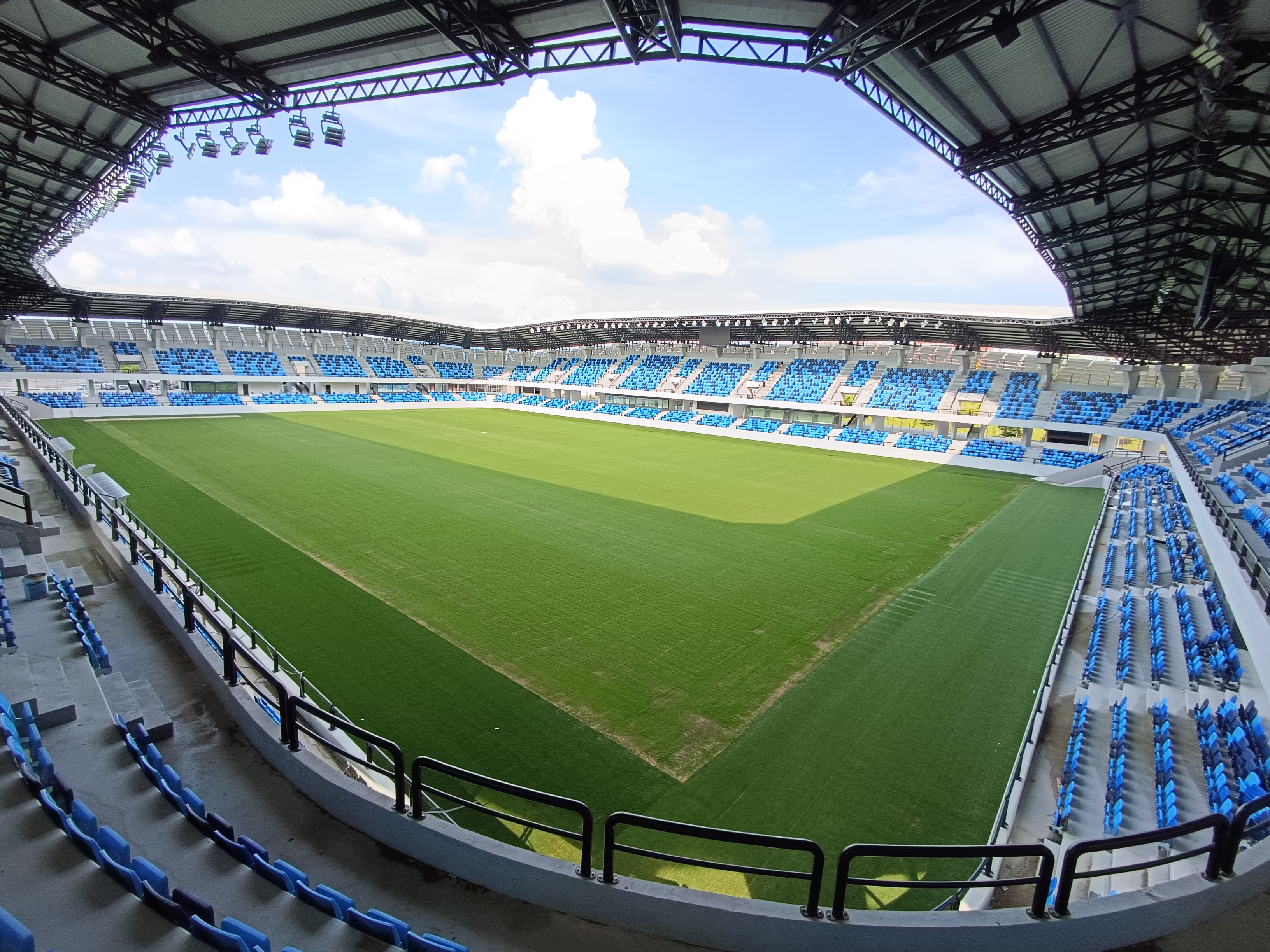
ملعب لاغاتور ، مايو 2023

فريق كرة القدم المحلي في لوزنيتسا هو فريق إف كي لوزنيتسا (FK Loznica) ، وملعبه هو ملعب لاغاتور.

## الاقتصاد

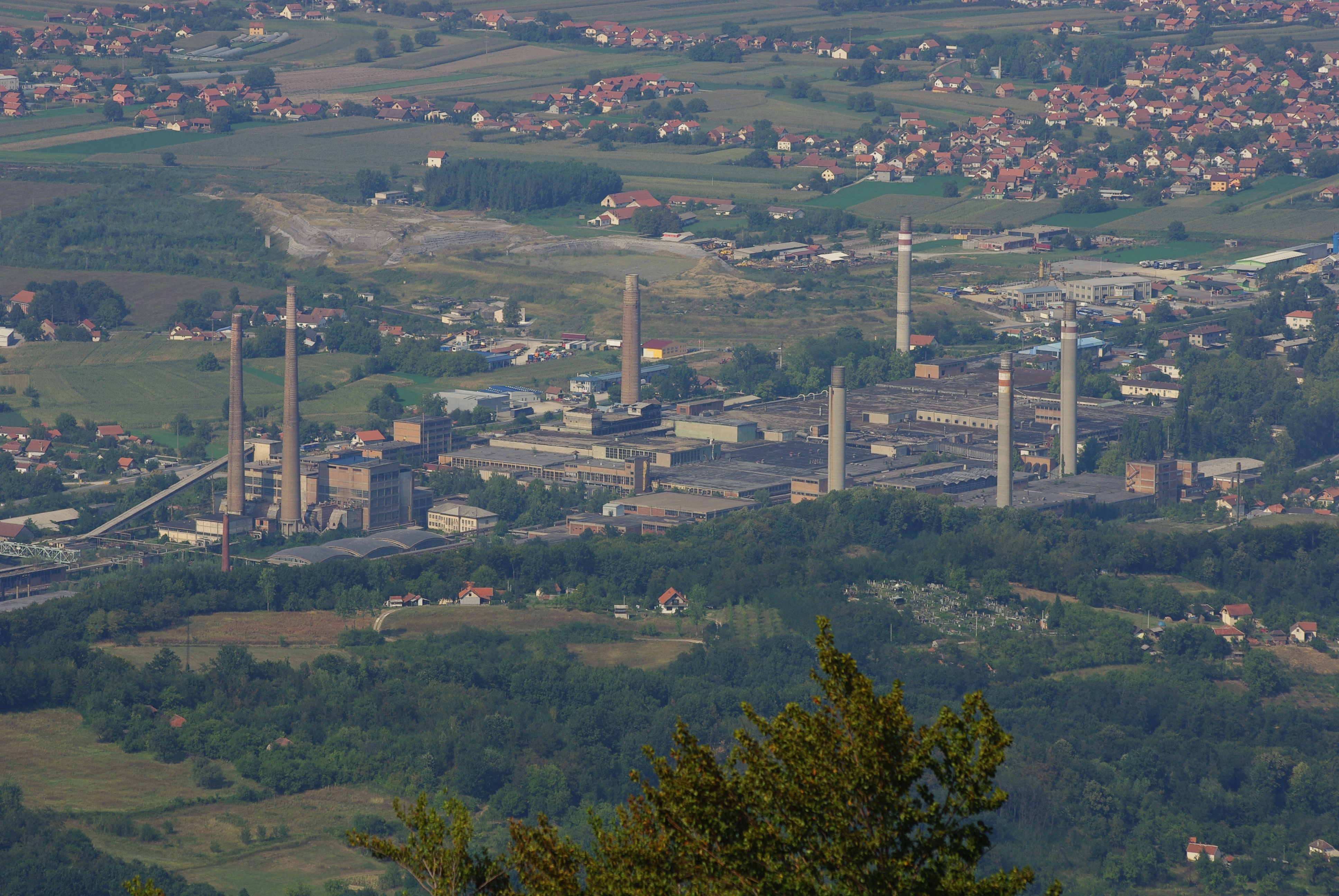
مصنع فيسكوزا

كان أكبر مصنع في لوزنيتسا هو مصنع "فيسكوزا لوزنيتسا"، الذي تأسس في عام 1957 مع أكثر من 10000 موظف (1981)، في ذلك الوقت كان عدد سكان المدينة 18000 نسمة. كان إنتاج المقطورات يتم بشكل أساسي في مصنع "فاك لوزنيتسا"، وكان إنتاج المنسوجات يتم في مصنع "مودا لوزنيتسا".
تملك الشركة الإيطالية المتخصصة في صناعة الجوارب والملابس الداخلية النسائية "Golden Lady" مصنعًا في لوزنيتسا، حيث تصدر منتجاتها إلى دول الاتحاد الأوروبي. ويعمل في هذا المصنع حاليًا 550 عاملًا.
تضم لوزنيتسا أحد أكبر رواسب الليثيوم في صربيا، وهو منجم يادار، بإجمالي احتياطيات تصل إلى 125.3 مليون طن.
يعرض الجدول التالي نظرة عامة على إجمالي عدد الأشخاص المسجلين العاملين في الكيانات القانونية وفقًا لنشاطهم الأساسي (اعتبارًا من عام 2022).: 
| النشاط                                                         | المجموع |
| -------------------------------------------------------------- | ------- |
| الزراعة والغابات وصيد الأسماك                                  | 112     |
| التعدين والمحاجر                                               | 89      |
| التصنيع                                                        | 6,510   |
| إمدادات الكهرباء والغاز والبخار وتكييف الهواء                  | 239     |
| إمدادات المياه والصرف الصحي وإدارة النفايات وأنشطة المعالجة    | 188     |
| البناء                                                         | 1,859   |
| تجارة الجملة والتجزئة وإصلاح المركبات الآلية والدراجات النارية | 2,864   |
| النقل والتخزين                                                 | 900     |
| خدمات الإقامة والطعام                                          | 780     |
| المعلومات والاتصالات                                           | 124     |
| الأنشطة المالية والتأمينية                                     | 187     |
| الأنشطة العقارية                                               | 41      |
| الأنشطة المهنية والعلمية والتقنية                              | 653     |
| الأنشطة الإدارية وخدمات الدعم                                  | 282     |
| الإدارة العامة والدفاع؛ الضمان الاجتماعي الإلزامي              | 869     |
| التعليم                                                        | 1,324   |
| أنشطة الصحة البشرية والعمل الاجتماعي                           | 1,934   |
| الفنون والترفيه والاستجمام                                     | 259     |
| أنشطة الخدمة الأخرى                                            | 387     |
| العمال الزراعيين الأفراد                                       | 756     |
| المجموع                                                        | 20,357  |

## المدن التوأم
- بوتسك، بولندا.
- إيفانيتش-غراد، كرواتيا.

## شخصيات بارزة
- يوفان سفييتش ، جغرافي، رئيس الأكاديمية الملكية الصربية للعلوم وعميد جامعة بلغراد
- فوك ستيفانوفيتش كاراديتش ، لغوي، ولد في ترشيتش، تلقى تعليمه في ترونوشا
- أنتا بوغيتشيفيتش ، حاكم صربي خلال الانتفاضة الصربية الأولى
- ميتشا بوبوفيتش ، رسام، مؤلف، ومخرج سينمائي
- ساشا يانكوفيتش ، أمين المظالم في صربيا
- دراغان كوييتش كيبا ، مغني
- سنان ساكيتش ، مغني
- مومشيلو سبريميتش ، مؤرخ
- زلاتكو يونوزوفيتش ، لاعب كرة قدم نمساوي
- ألكسندرا كرفينداكيتش ، لاعبة كرة سلة، حاصلة على الميدالية البرونزية الأولمبية
- برانكو لازيتش ، لاعب كرة سلة، حائز على الميدالية الفضية في EuroBasket
- ألكسندر غليغوريتش ، ممثل
- دراغان ميتشانوفيتش ، ممثل صربي
- ميلينكو بانتيتش ، لاعب ومدرب كرة قدم صربي.

## معرض الصور

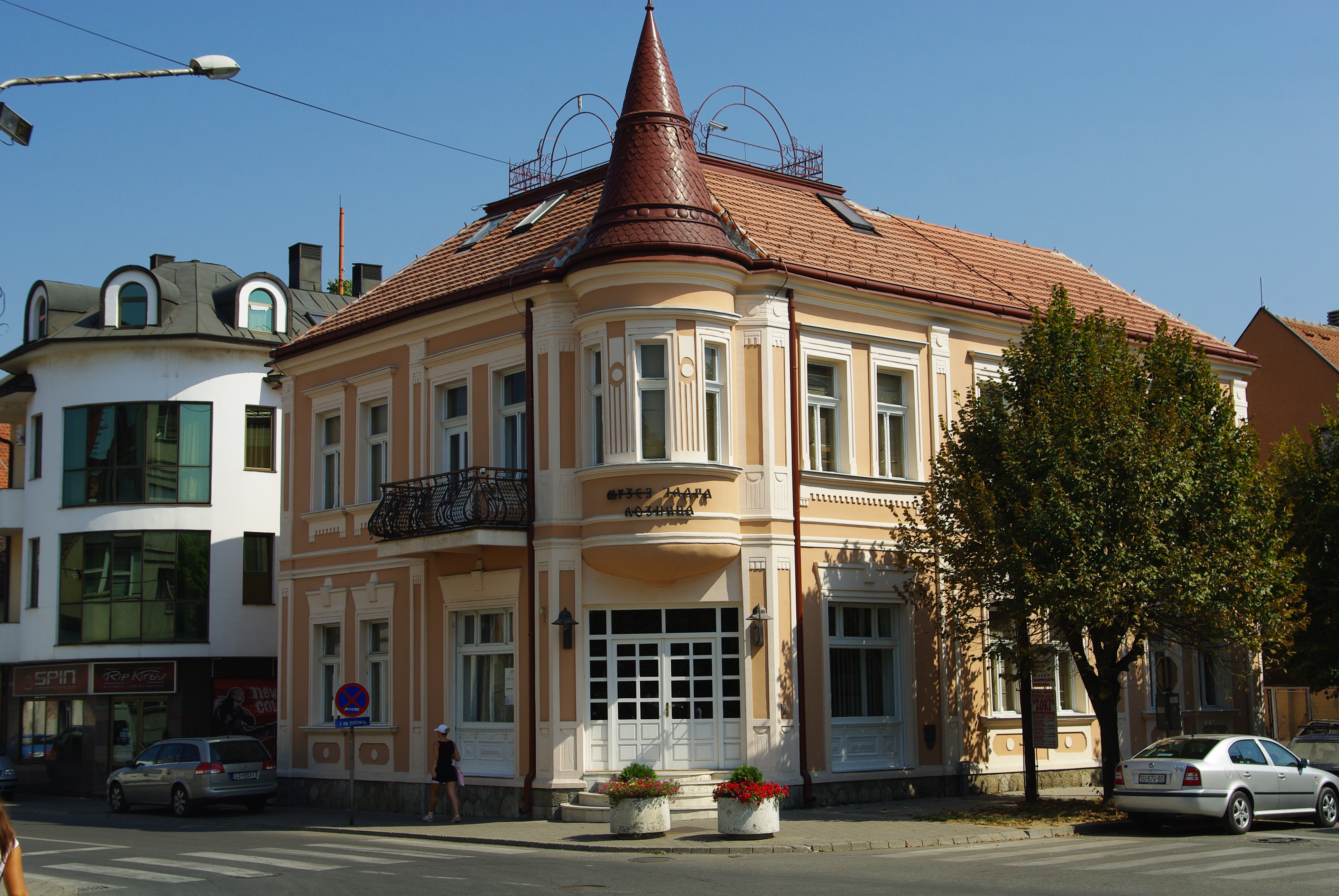
متحف في لوزنيتسا
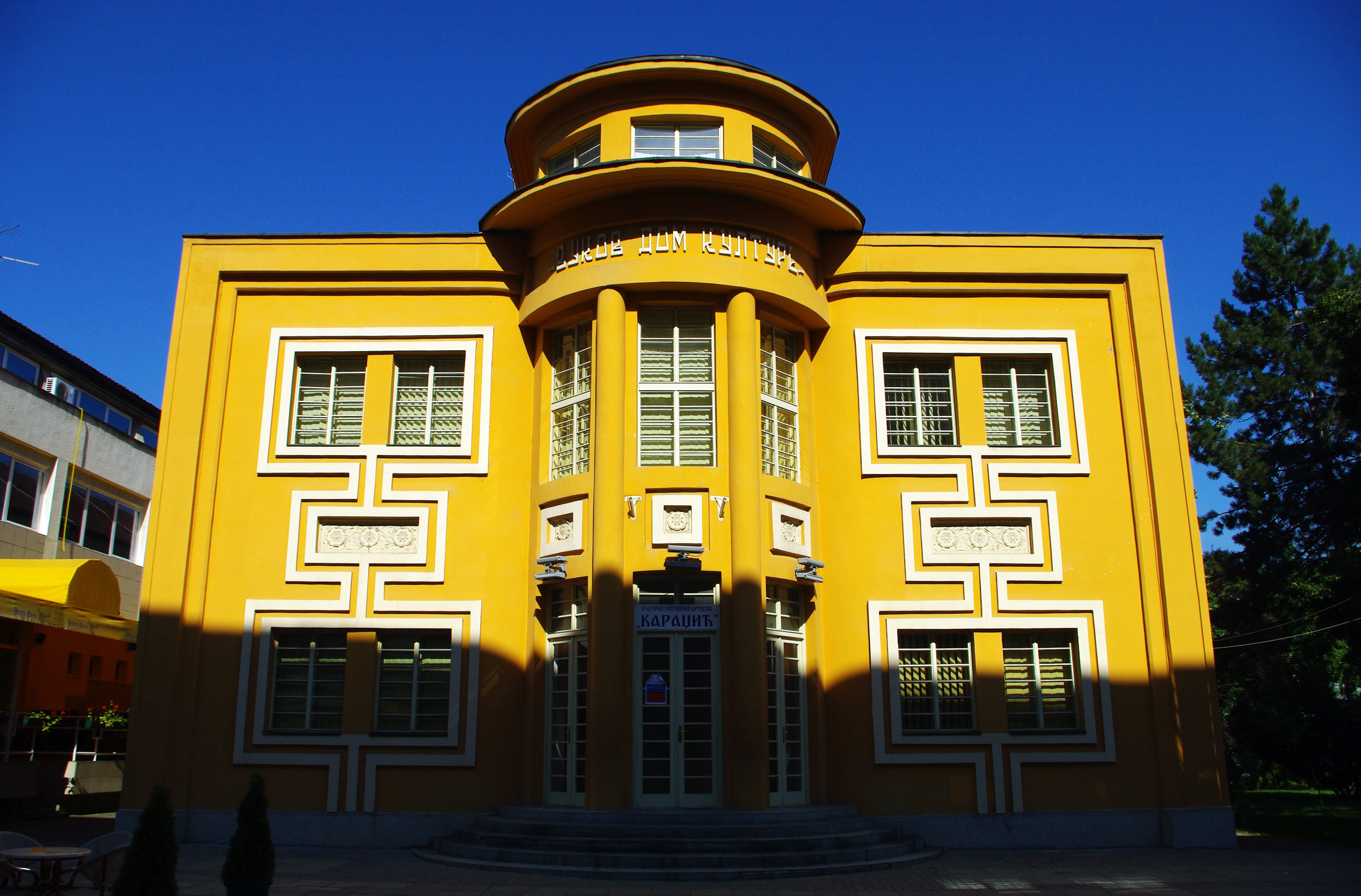
فوكوف دوم
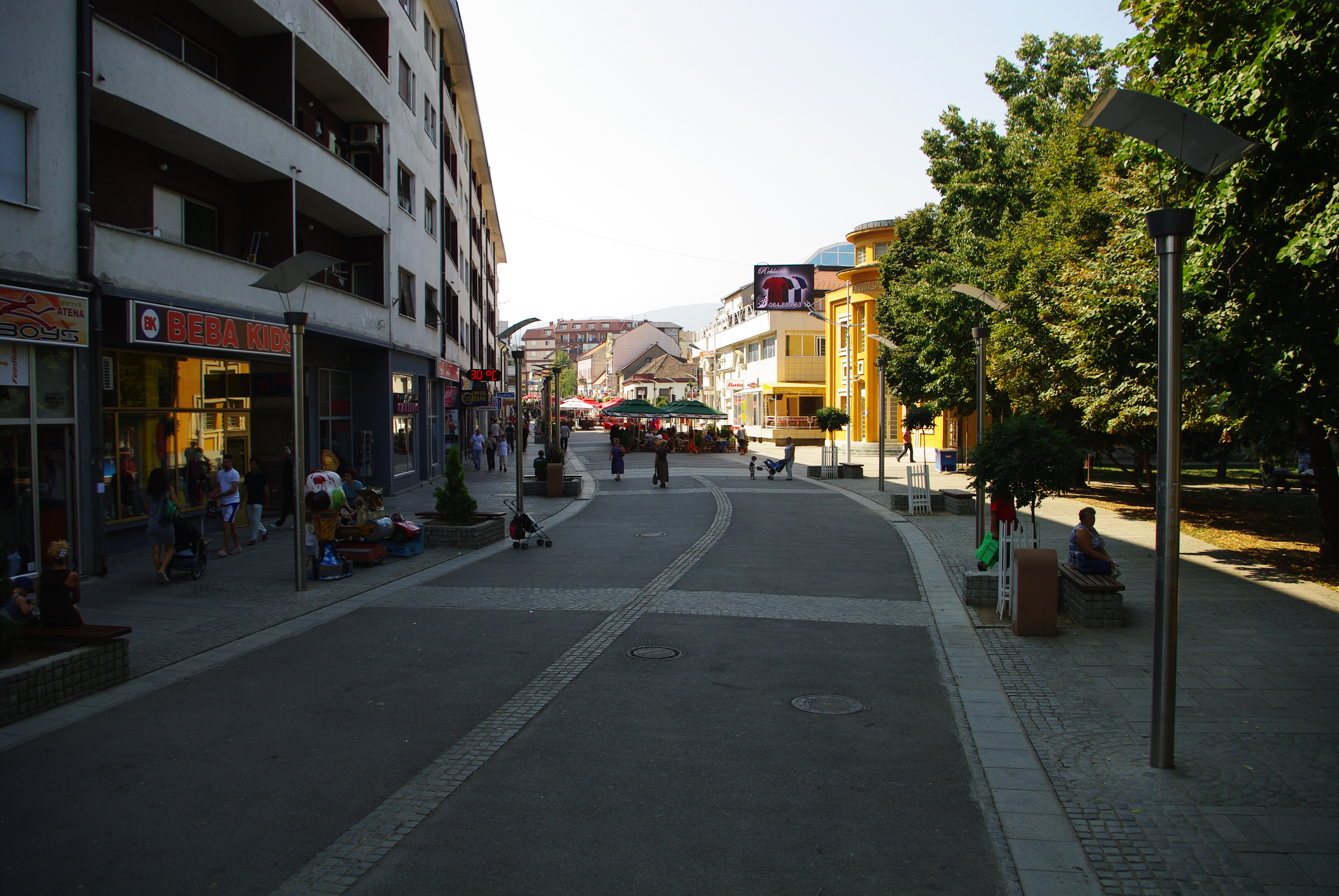
شارع في لوزنيتسا
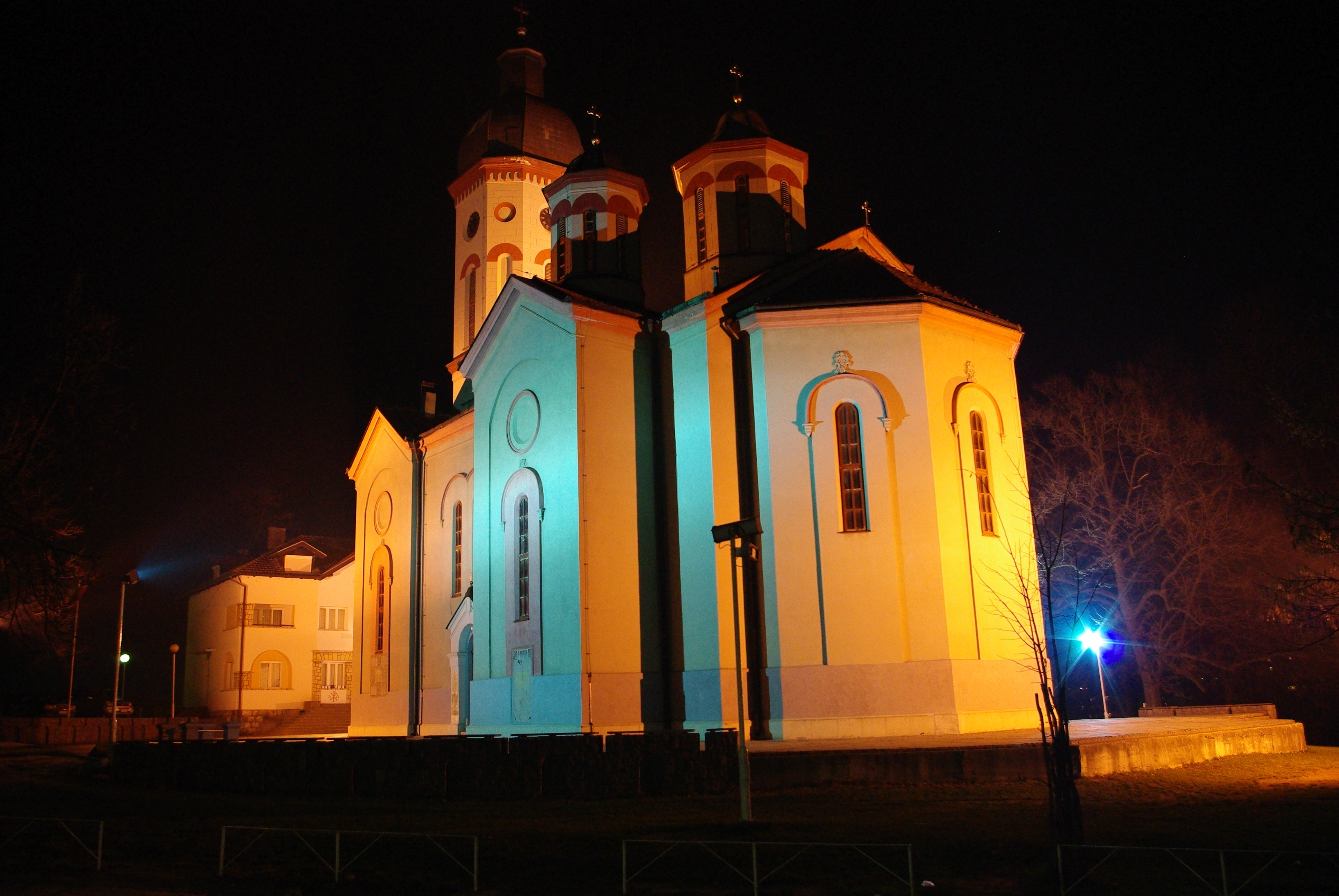
كنيسة في لوزنيتسا
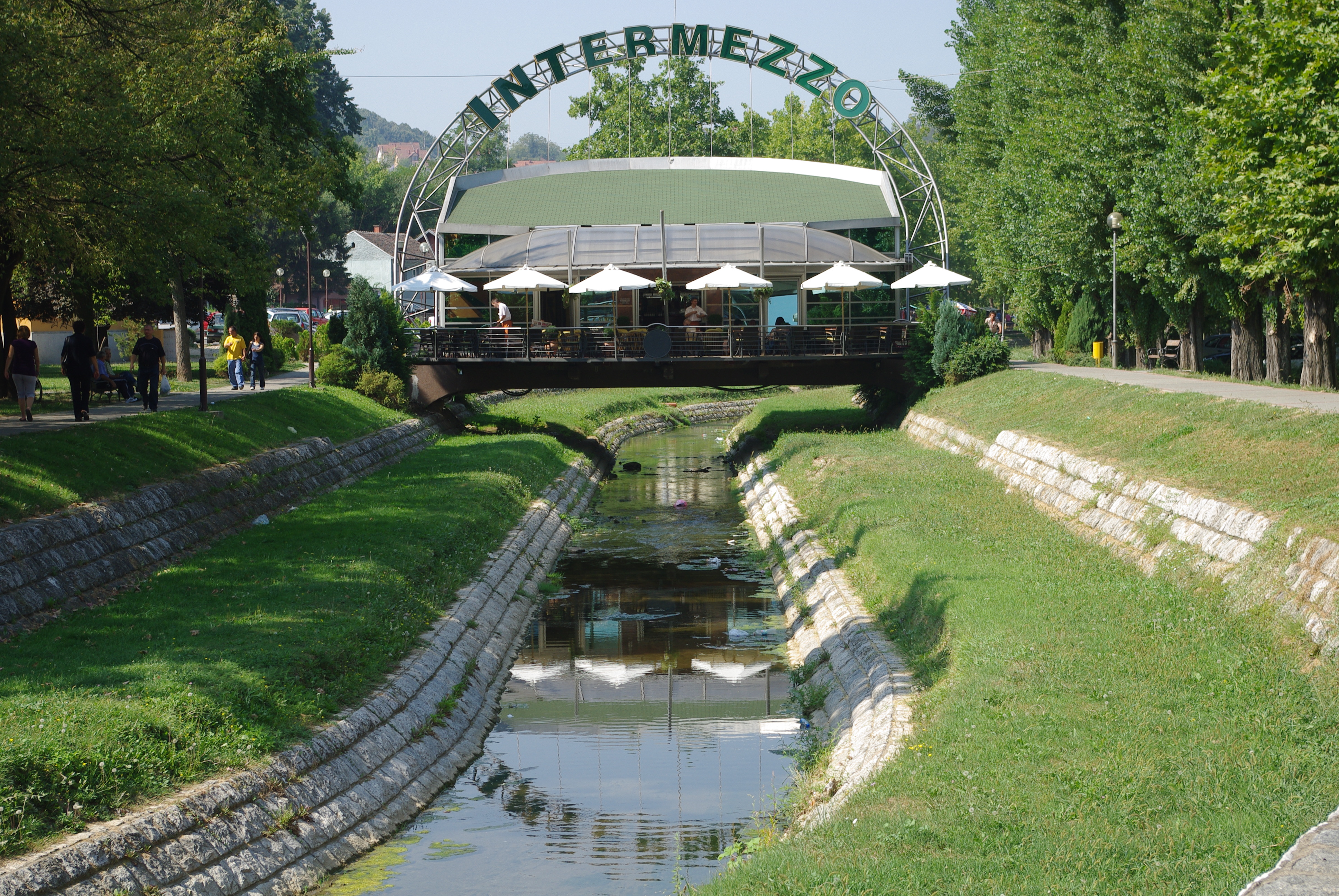
كريك ستيرا
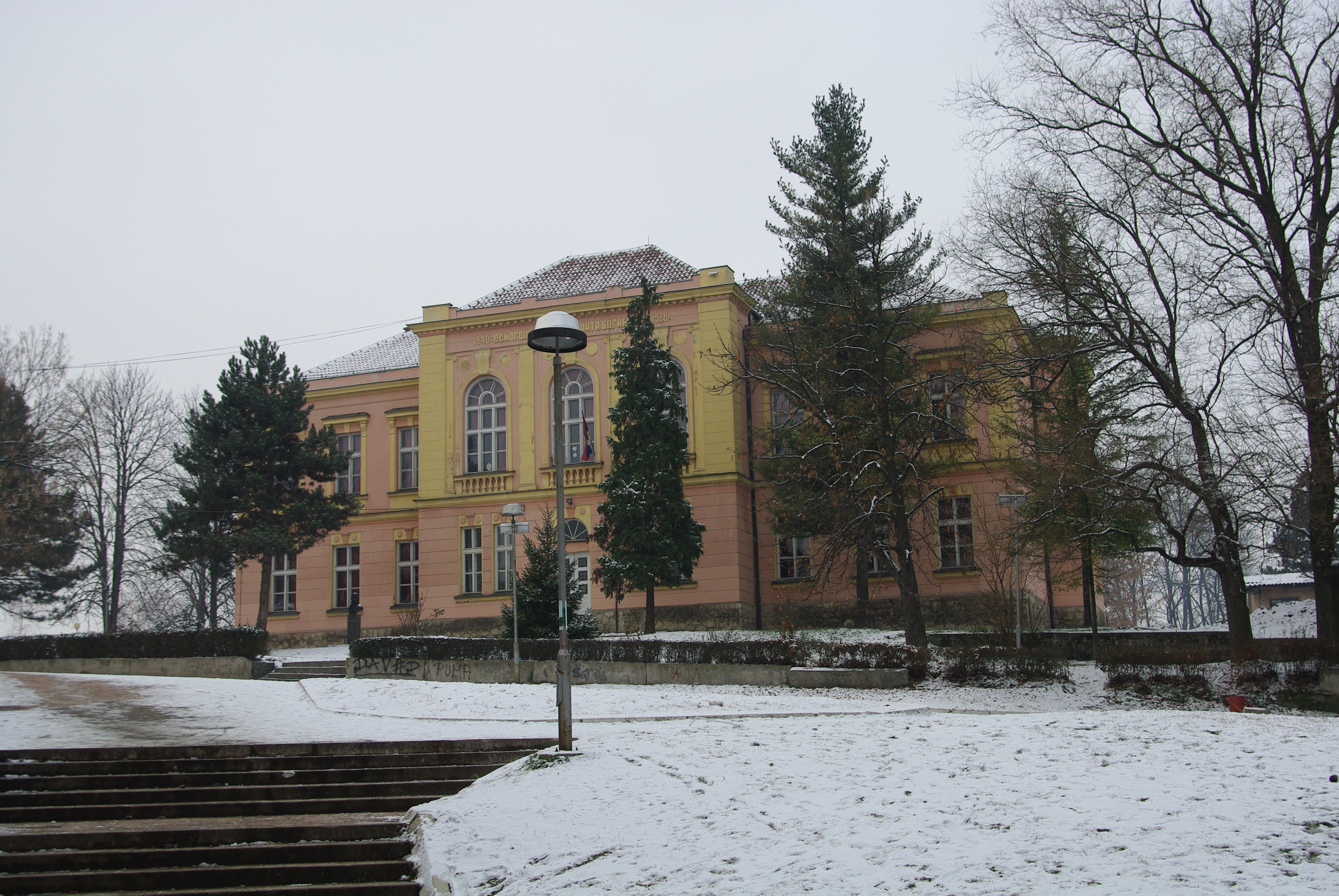
مدرسة أنتا بوجيتشيفيتش الابتدائية
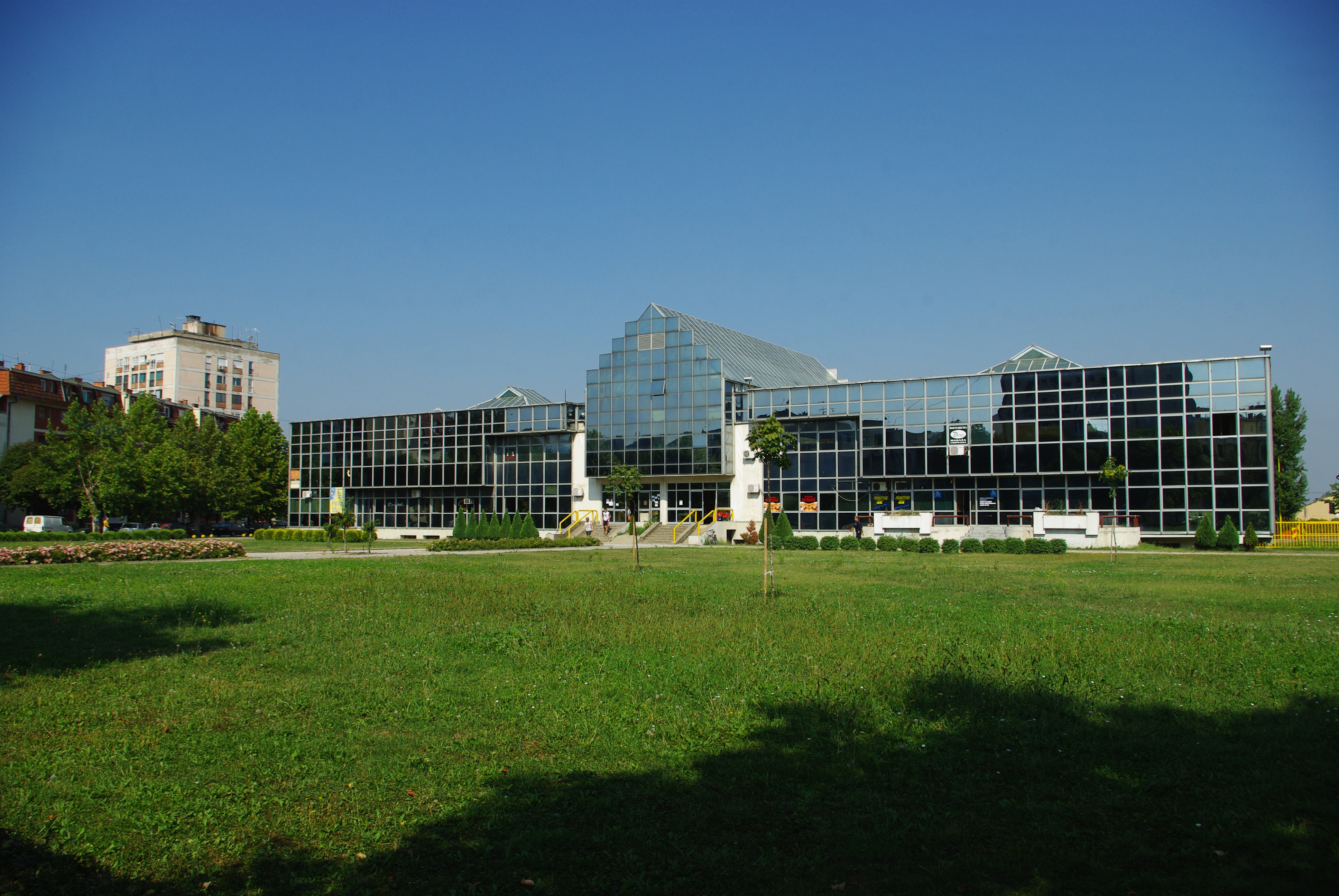
محطة الحافلات في لوزنيتسا
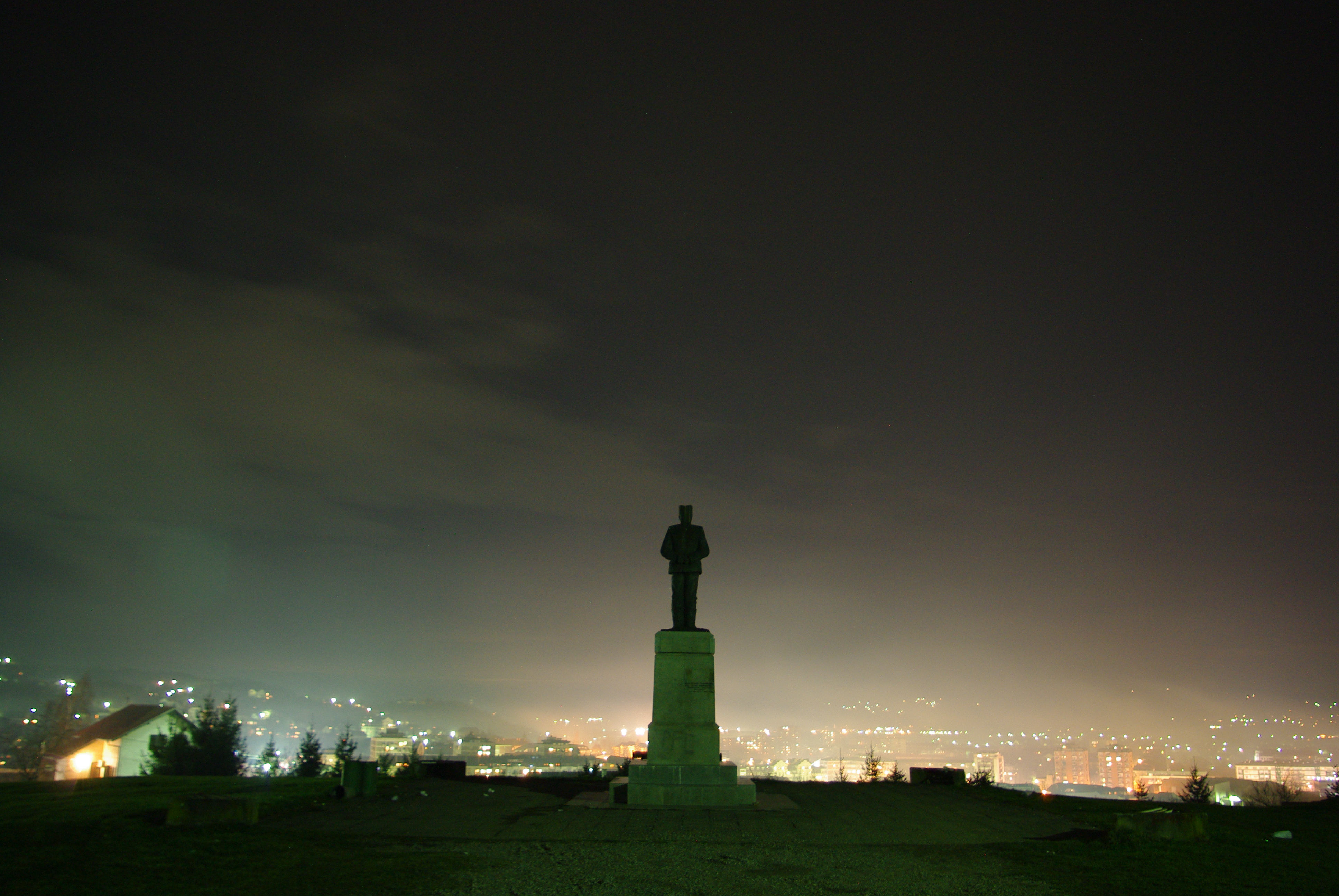
تمثال فويفودا ستيبا ستيبانوفيتش
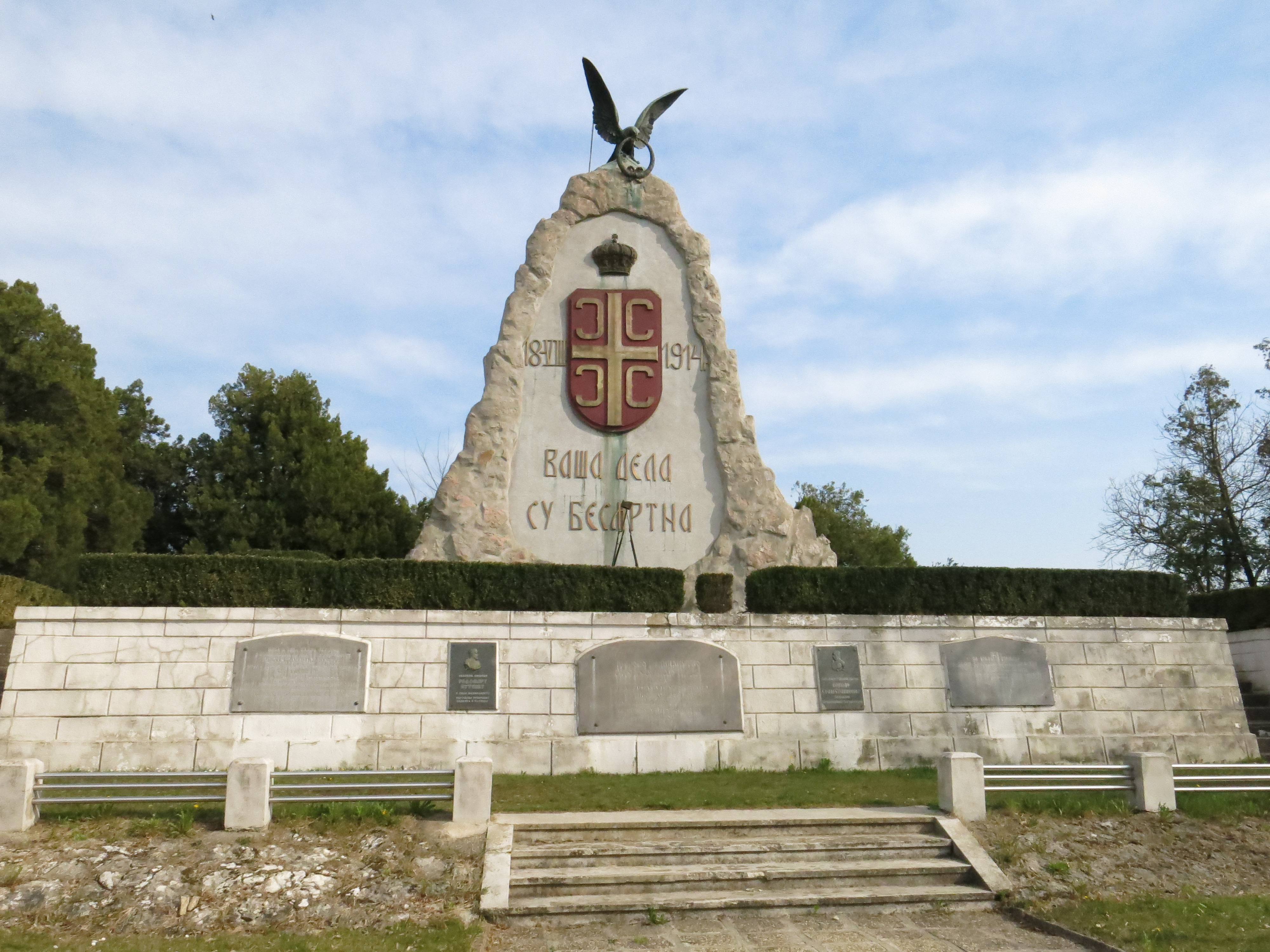
النصب التذكاري في تيكيريش لضحايا معركة سير

## روابط خارجية
- مدينة لوزنيكا نسخة محفوظة 6 يونيو 2021 على موقع واي باك مشين.
- بوابة الإنترنت لوزنيكا نسخة محفوظة 4 مارس 2016 على موقع واي باك مشين.

قالب:Loznica Municipality
قالب:Mačva District